# Abd-ar-Rahman IV
Abd-ar-Rahman IV o Abd-ar-Rahman ibn Muhàmmad ibn Abd-al-Màlik ibn Abd-ar-Rahman al-Murtada bi-L·lah —àrab: عبد الرحمن بن محمد بن عبد الملك بن عبد الرحمن المرتضى بالله, ʿAbd ar-Raḥmān ibn Muḥammad ibn ʿAbd al-Malik ibn ʿAbd ar-Raḥmān al-Murtaḍà bi-Llāh— (? - 1018) fou califa de Còrdova. El làqab al-Murtadà bi-L·lah significa ‘aquell que és agradable a Déu’.
Era a València quan fou proclamat a finals del 1018 després de l'assassinat d'Alí ibn Hammud, pel fata Khayran d'Almeria i al-Múndhir de Saragossa, amb el suport de tot el partit eslau. La junta de notables li va donar suport i el saragossà al-Múndhir va assolir el govern interí de la ciutat. Al-Qàssim ibn Hammud va fugir a Jaén. Fou reconegut a Dénia (incloent les Balears) i a València (inclosa Tortosa).
Khayran d'Almeria esperava governar en nom seu, però el nou califa no es deixava manar. Llavors l'almerienc va decidir que el trairia i formaria aliança amb al-Qàssim ibn Hammud i el sinhaja Zawi ibn Ziri de Granada (que donava suport a al-Qàssim). Al-Múndhir va donar també suport a la traïció. El califa, de camí cap a Còrdova, va decidir atacar Granada però fou derrotat i es va refugiar a Guadix. Traït pels seus fou assassinat molt poc després. Al-Qàssim va entrar a Còrdova.